# Oophaga
Oophaga is een geslacht van kikkers uit de familie pijlgifkikkers (Dendrobatidae). De groep werd voor het eerst wetenschappelijk beschreven door Lucas Bauer in 1994. De verschillende soorten behoorden tot 2006 tot het geslacht Dendrobates.
Er zijn 9 soorten die voorkomen in delen van Midden- en Zuid-Amerika en leven in de landen Colombia, Costa Rica, Ecuador en Nicaragua. De 9 soorten zijn afgesplitst op basis van hun bijzondere levenswijze; de vrouwtjes zetten de eitjes af in planten, waarna de kikkervisjes ter wereld komen in de plasjes water die in de bladoksels blijven staan. De larven worden vervolgens gevoed met onbevruchte eitjes van het vrouwtje, die enkel dienen als voedsel voor het nageslacht. De geslachtsnaam Oophaga is van dit opmerkelijke gedrag afgeleid en betekent letterlijk eier-etend.

## Taxonomie
Geslacht Oophaga
- Soort Oophaga arborea
- Soort Oophaga granulifera
- Soort Oophaga histrionica
- Soort Oophaga lehmanni
- Soort Oophaga occultator
- Soort Oophaga pumilio – Aardbeikikker
- Soort Oophaga speciosa
- Soort Oophaga sylvatica
- Soort Oophaga vicentei

Adelphobates · 
Dendrobates · 
Excidobates · 
Minyobates · 
Oophaga · 
Phyllobates · 
Ranitomeya